# Walckenaeria angustifrons
Walckenaeria angustifrons este o specie de păianjeni din genul Walckenaeria, familia Linyphiidae. A fost descrisă pentru prima dată de Simon, 1884.
Este endemică în Franța. Conform Catalogue of Life specia Walckenaeria angustifrons nu are subspecii cunoscute.